# 970 Primula
A 970 Primula (ideiglenes jelöléssel 1921 LB) a Naprendszer kisbolygóövében található aszteroida. Karl Wilhelm Reinmuth fedezte fel 1921. november 29-én, Heidelbergben.